# Dennenzakspin
De dennenzakspin (Clubiona subsultans) is een spinnensoort in de taxonomische indeling van de struikzakspinnen (Clubionidae).
Het dier komt uit het geslacht Clubiona. Clubiona subsultans werd in 1875 beschreven door Tord Tamerlan Teodor Thorell.